# Dammen (Breviks socken, Västergötland)
Dammen är en sjö i Karlsborgs kommun i Västergötland och ingår i Motala ströms huvudavrinningsområde.